# Pavol Hurajt
Pavol Hurajt (* 4. Februar 1978 in Poprad) ist ein ehemaliger slowakischer Biathlet.

## Werdegang
Pavol Hurajt debütierte als 91. in einem Sprintrennen 1999 in Pokljuka im Biathlon-Weltcup. 2000 trat er erstmals bei Europameisterschaften in Zakopane an und erreichte als bestes Ergebnis einen siebten Platz in der Staffel mit Marek Matiaško, Pavol Novák und Radovan Šimočko. Höhepunkt wurde der erste Auftritt bei den Biathlon-Weltmeisterschaften am Holmenkollen in Oslo. Beste Platzierung war ein 76. Platz im Einzel. Bis 2007 trat er von nun an bei allen Weltmeisterschaften an, konnte jedoch nie einen Platz unter den besten Zehn erreichen. 2003 konnte er in Östersund als Sprint-Elfter erstmals Weltcuppunkte sammeln. Im Sommer 2003 trat Hurajt in Forni Avoltri bei den Weltmeisterschaften im Sommerbiathlon an und gewann Bronze mit der Staffel.
In der Saison 2003/04 lief Hurajt als Zehnter im Sprint auf seiner Heimstrecke in Osrblie erstmals in die Top 10 und erreichte in der anschließenden Verfolgung als Dritter sein bislang bestes Weltcupergebnis. Diese Platzierung konnte er ein Jahr später in einem Sprint in Fort Kent erneut erreichen. Im Massenstart wurde er dort zudem Vierter. Besonders erfolgreich verliefen für Hurajt die drei Grand-Prix-Rennen in Chanty-Mansijsk. In Massenstart und Sprint wurde er hier Zweiter und gewann die Verfolgung. Ebenfalls positiv verliefen für ihn die Weltmeisterschaften des Jahres im Sommerbiathlon. In Osrblie wurde er Sprint-Achter und Verfolgungs-Zehnter, gewann Bronze mit der Staffel und den Titel im Massenstart. 2006 nahm Hurajt erstmals an Olympischen Spielen teil. In Turin war sein bestes Ergebnis ein 24. Platz in der Verfolgung. Hurajt ist ein guter Schütze und lebt von seinen guten Schießleistungen. Deshalb hat er seine größeren Erfolge auf Strecken, wie der Verfolgung und dem Massenstart, wo oft geschossen werden muss.
Bei den Slowakischen Meisterschaften im Biathlon 2009 in Osrblie gewann Hurajt den Titel im Einzel sowie Silber im Massenstart. Am 21. Februar 2010 gewann Hurajt olympische Bronzemedaille im Massenstart (15 km). Bei der abschließenden Schlussfeier der Olympischen Winterspiele war Hurajt Fahnenträger des slowakischen Teams. Nach den Olympischen Spielen folgten noch vier weitere Saisons ohne nennenswerte Erfolge, bevor Hurajt nach der Weltcup-Saison 2013/14 seine aktive Karriere beendete. Zwischenzeitlich startete er in der Saison 2012/13 sogar nur im zweitklassigen IBU-Cup.
Im Juni 2025 wurde ihm die Silbermedaille im Massenstart bei den Spielen von Vancouver zugesprochen, nachdem der ursprüngliche Sieger Jewgeni Ustjugow aufgrund nachgewiesenen Dopings disqualifiziert wurde.

## Biathlon-Weltcup-Platzierungen
Die Tabelle zeigt alle Platzierungen (je nach Austragungsjahr einschließlich Olympische Spiele und Weltmeisterschaften).
- 1.–3. Platz: Anzahl der Podiumsplatzierungen
- Top 10: Anzahl der Platzierungen unter den ersten zehn (einschließlich Podium)
- Punkteränge: Anzahl der Platzierungen innerhalb der Punkteränge (einschließlich Podium und Top 10)
- Starts: Anzahl gelaufener Rennen in der jeweiligen Disziplin
- Staffel: inklusive Mixed- und Single-Mixed-Staffeln

| Platzierung                             | Einzel | Sprint | Verfolgung | Massenstart | Staffel | Gesamt |
| --------------------------------------- | ------ | ------ | ---------- | ----------- | ------- | ------ |
| 1. Platz                                |        |        |            |             |         |        |
| 2. Platz                                |        |        |            |             |         |        |
| 3. Platz                                |        | 1      | 1          | 1           |         | 3      |
| Top 10                                  | 3      | 4      | 2          | 8           | 9       | 26     |
| Punkteränge                             | 12     | 25     | 19         | 22          | 44      | 122    |
| Starts                                  | 40     | 104    | 43         | 22          | 46      | 255    |
| Stand: Karriereende nach Saison 2013/14 |        |        |            |             |         |        |

## Privates
Hurajt ist verheiratet und arbeitet als sportlicher Übungsleiter.